# Камергер
Камергер (від лат. cambellanus або лат. cambrerius, фр. chambellan, англ. chamberlain, нім. Kammerherr — дворянин кімнати) — придворний чин високого рангу у багатьох європейських монархіях.
У Російській імперії цивільний класний чин V класу, з 1737 — VI класу в Табелі про ранги. У 1809 переведений до IV класу.
Вперше було введено в середньовічній Іспанії; у 16 столітті введено Карлом V в Німеччині, в 18 столітті — Катериною II в Росії. Спочатку камергер був посадовою особою при дворі, що відала якою-небудь певною галуззю палацового управління. З цими функціями пов'язана прийнята в багатьох країнах регалія камергер — золотий ключ на блакитній стрічці. У Росії указом Олександра I від 3 квітня 1809 придворний штат камергерів був скорочений, і надалі це звання набуло характеру почесного.
З 1836 до звання камергер представлялися в Росії лише дворяни, що перебували на державній службі і мали чин не нижчий від дійсного статського радника.